# Lövsumpskog
Lövsumpskog, även fuktlövskog, är en svensk biotop, som består av lövträdsdominerad sumpskog med ett bestånd av lövträd understigande 50 % ädellövträd.
Lövsumpskogar är våtmarksområden som kännetecknas av hög förekomst av död ved. Bland träd dominerar glasbjörk, klibbal och gråal. Aldominerade (över 50 % al) bestånd kallas alsumpskog. Bland mossarter märks bågpraktmossa, rörsvepemossa, terpentinmossa och stubbspretmossa.[källa behövs]
Ett exempel på en lövsumpskog är Uggleviken på Norra Djurgården i Stockholm. 

## Bilder, exempel från Stockholmstrakten

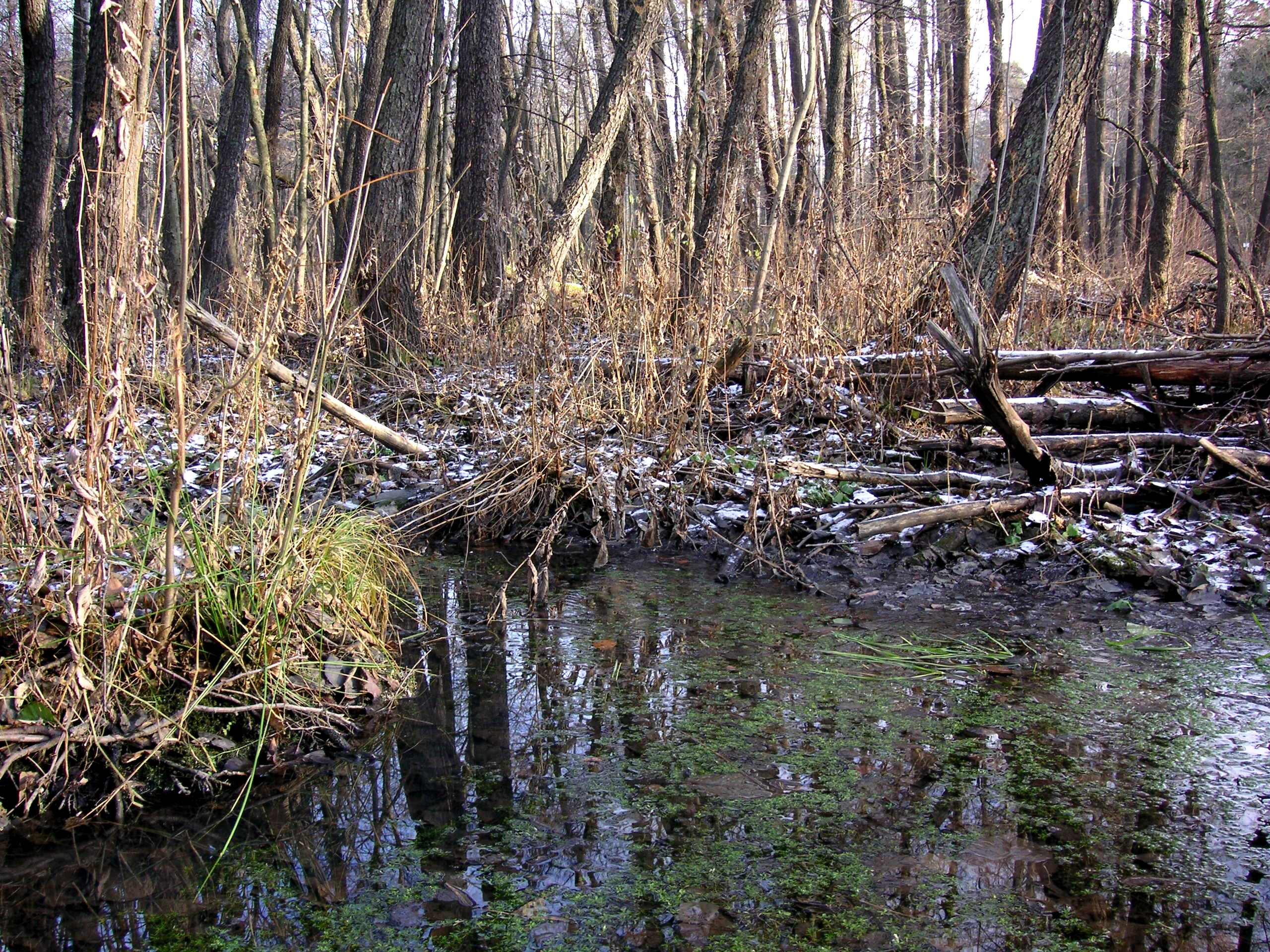
Uggleviken
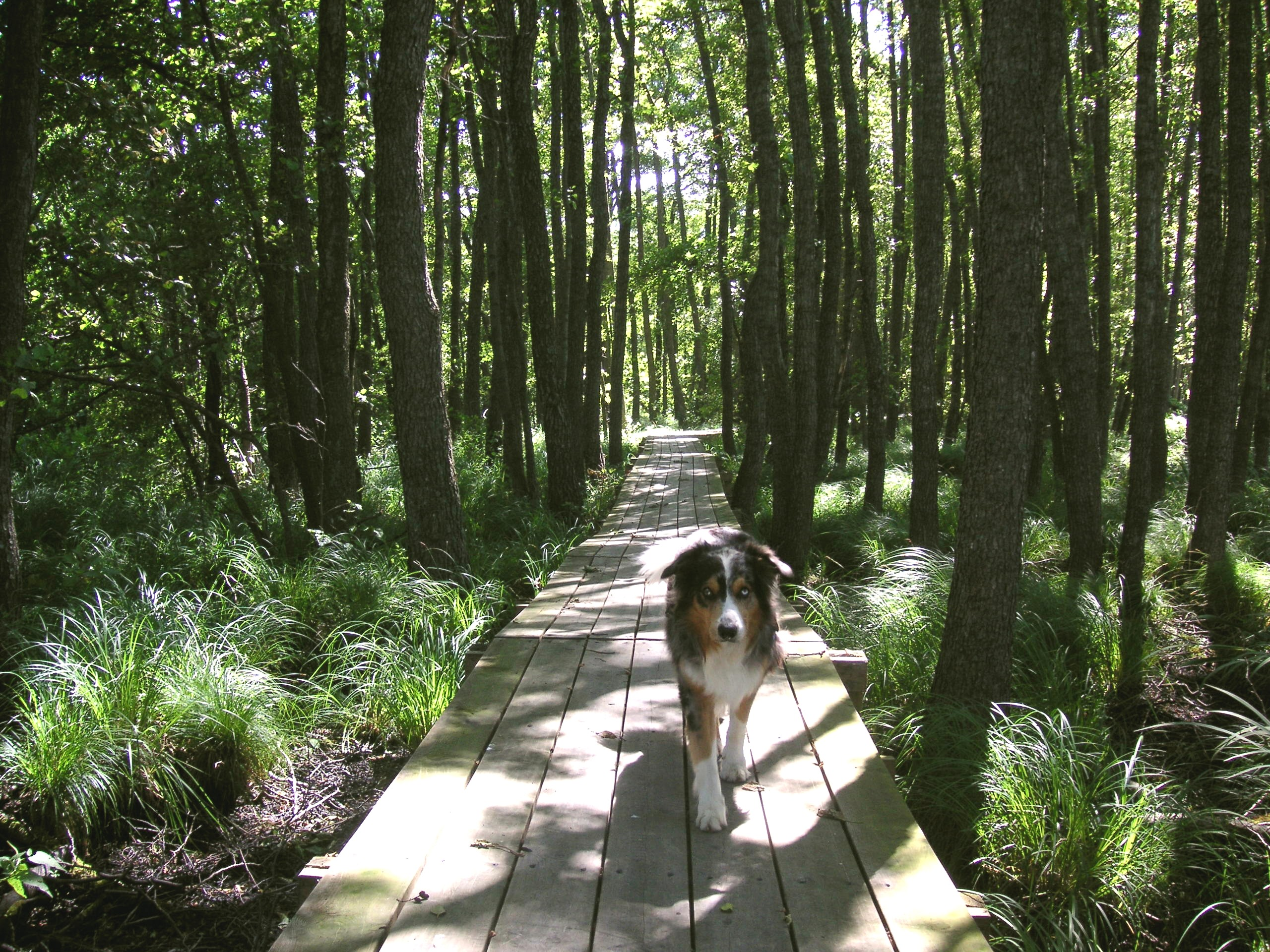
Aspen, Botkyrka kommun
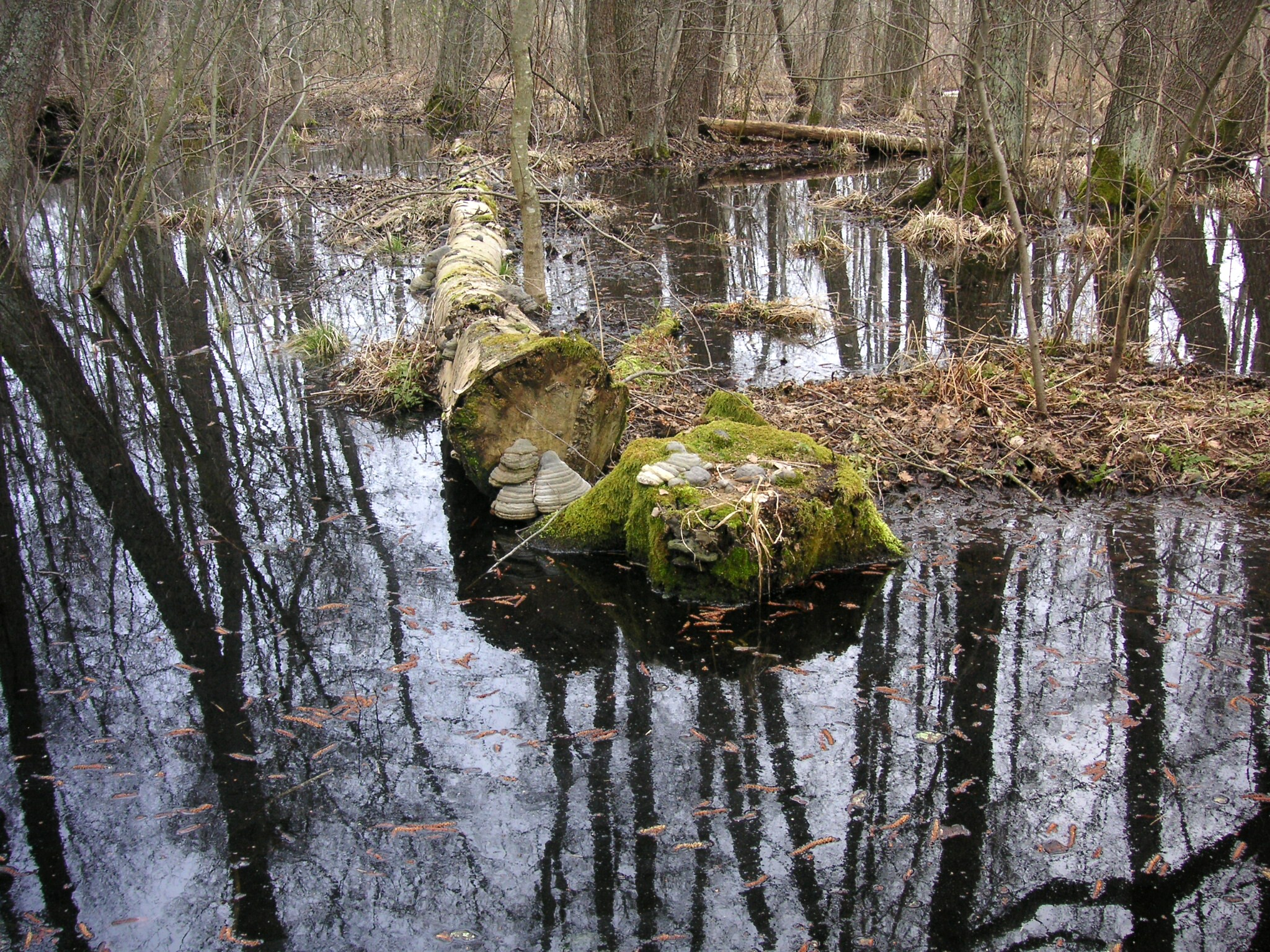
Kyrksjön, Bromma
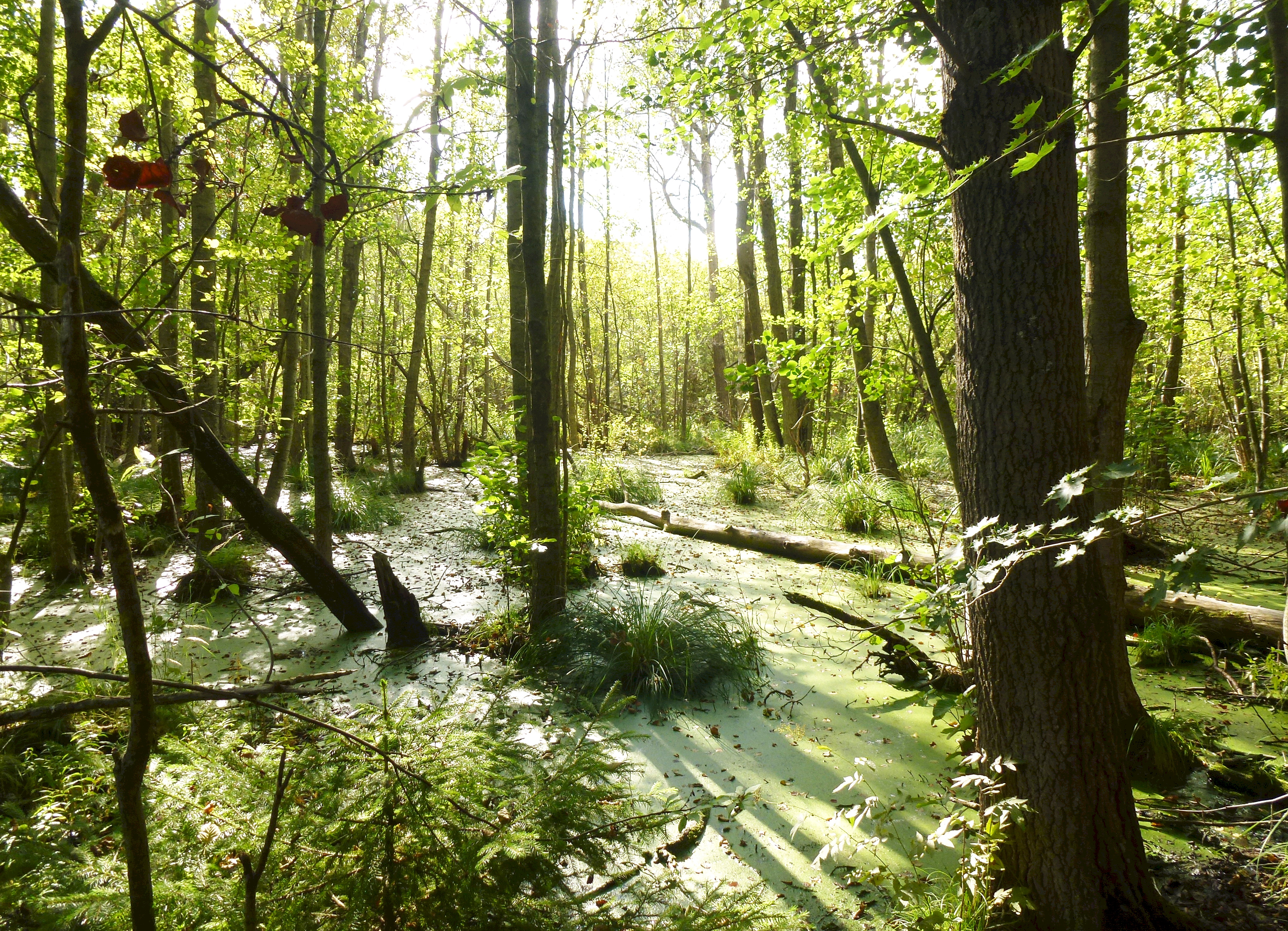
Judarskogens naturreservat